# Yucatánspett
Yucatánspett (Melanerpes pygmaeus) är en fågel i familjen hackspettar inom ordningen hackspettartade fåglar.

## Utseende och läte
Yucatánspetten är till utseendet i stort en liten upplaga av gulpannad hackspett, men är generellt fåtaligare. Den skiljer sig genom mycket kortare näbb, äggulefärgade fjädrar runt näbbroten (lokala populationen av gulpannad hackspett är rödaktig) och bredare vita tvärband på ryggen, vilket gör att den på håll ser silvrig snarare än svartaktig ut. Lätet skiljer sig också tydligt.

## Utbredning och systematik
Yucatánspetten förekommer som namnet avslöjar huvudsakligen på Yucatánhalvön i Mexiko. Den delas in i tre underarter med följande utbredning:
- Melanerpes pygmaeus rubricomus – förekommer på Yucatánhalvön och söderut till centrala Belize
- Melanerpes pygmaeus pygmaeus – förekommer på ön Cozumel
- Melanerpes pygmaeus tysoni – förekommer på ön Isla de Guanaja utanför norra Honduras

## Levnadssätt
Yucatánspetten förekommer i halvöppna skogar och strandnära snårig vegetation.

## Status och hot
Arten har ett stort utbredningsområde, men tros minska i antal, dock inte tillräckligt kraftigt för att den ska betraktas som hotad. Internationella naturvårdsunionen IUCN listar arten som livskraftig (LC). Beståndet uppskattas till i storleksordningen 50 000 till en halv miljon vuxna individer.